# Togüí
Togüí es un municipio colombiano está ubicado en el departamento de Boyacá con 8794 habitantes en (2025) se fundó en el año 1821

## Historia
Togüí fue elevado a la categoría de villa el 23 de  septiembre de 1821 por Francisco de Paula Santander. Este municipio fue parte de la provincia de Vélez (Santander).
En el año de 1875 formó parte del Estado Soberano de Boyacá. En el libro Monografías de los pueblos de Boyacá, del historiador Ramón C. Correa, se destaca que según el decreto de elección visto el expediente actuando para erigir una nueva Parroquia en el sitio de Togüí, jurisdicción de Vélez y resultando de él, que es forzosa y necesaria aquella elección y que como tal se decretó por la autoridad eclesiástica del Arzobispado el 25 de enero de 1819, que se aprobó por el gobierno español el 25 de febrero de aquel año, se declara que por parte del gobierno del departamento no hay inconveniente para que se lleve a efecto la citada elección y antes bien se ratifica la disposición de aquel gobierno por el beneficio que resulta al público en el aumento de poblaciones y por el de la iglesia. Líbrese título de parroquia por parte del gobierno del departamento”. El documento fue firmado el 18 de junio de 1821 por el general Francisco de Paula Santander.
La parroquia se anexó al Estado Soberano de Boyacá en 1857. Esta localidad, ubicada en la provincia de Ricaurte, fue bautizada con el nombre del sitio donde se fundó la población. En etimología indígena Togüí significa "la casa del perro". Según el historiador Joaquín Acosta Ortegón, autor del libro El Idioma Chibcha, el vocablo to-güi expresa "Río de la esposa". El 25 de enero de 1819 se aprobó su elección en parroquia en decreto que lleva la firma del General Francisco de Paula Santander. Fundada en 1821, hizo parte de la Provincia de Vélez. En el año 1857 Togüí pasó a ser jurisdicción de Boyacá, libre de pertenecer a Vélez, pasó a pertenecer al Estado soberano de Boyacá.

## Economía
La economía de Togüí se basa en la agricultura, la ganadería y turismo.
El sector pecuario es de tipo extensivo. Existen algunas fincas que manejan pastos y riego, sin embargo es un porcentaje muy bajo. La rentabilidad media pecuaria en Togüí es del 45 %, de acuerdo a las encuestas de las UAF. Sin embargo, dadas las escasas cabezas de ganado, los ingresos anuales son insuficientes. 
La agricultura ocupa el 70 %, del área rural cultivada con plantaciones de café, maíz, plátano, yuca, frutales y legumbres. La caña de panelera ocupa la mayor extensión presentando una rentabilidad variada anual.
En el sector urbano la función pública y el comercio son los motores de la economía. Uno de los principales problemas que afecta la actividad económica es la baja preparación laboral, técnica y administrativa de los propietarios de los negocios existentes tanto en el casco urbano como en el ámbito rural. Esto hace que normalmente se aferren a técnicas tradicionales y se adapten muy poco a las nuevas posibilidades de desarrollo económico existentes en el municipio de Togüí. Por ello la economía de Togüí es más bien tradicional, con baja tecnología y muy poco valor agregado. 
Existen posibilidades de mejorar las actuales condiciones hacia el futuro si se adoptan cultivos de alto rendimiento. Sin embargo, es necesario capacitar a los agentes económicos en técnicas de cultivo, mercadeo, finanzas y actitudes de atención integral al consumidor. Así mismo, es necesario diversificar cultivos, mejorar el manejo pecuario de razas y pastos y adoptar la explotación de especies menores, hortalizas y artesanías. 
A pesar de las condiciones de bajos ingresos de la mayoría de la población y de la baja cobertura de servicios de educación no formal, secundaria, salud, vivienda y recreación, los habitantes de Togüí disfrutan de paz y tranquilidad y niveles mínimos de angustia, debido a las condiciones de densidad de población, al clima agradable y paisaje natural. Sin embargo, el índice de desarrollo humano indica que aún falta satisfacer un 52 % de necesidades básicas, sobre todo en el sector rural.

## Arquitectura

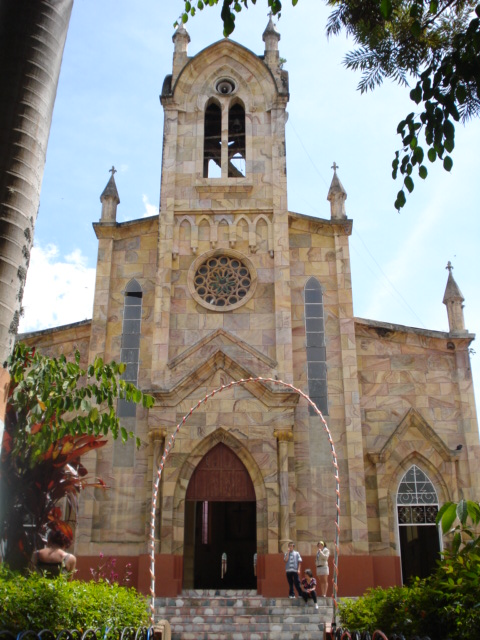
Iglesia municipal.

El municipio de Togüí se caracteriza por su arquitectura Neoclásica correspondiente a un período que en Colombia se conoce como Republicana, que abarca las dos últimas décadas del siglo XIX (1880-1899) y las tres primeras del siglo XX (1900-1929). Este tipo de construcciones son de gran valor arquitectónico, en el municipio hay datos de este tipo de construcciones que datan de la década de 1950.
La iglesia construida en el año 1952 tiene un estilo de arquitectura Neogótica, muy popular en Colombia a mitad de siglo. Esta construcción está basada en la Iglesia de Nuestra Señora de Lourdes en Bogotá. La iglesia de Togüí fue construida donde estaba erigida la antigua iglesia, que tenía un estilo mucho más sencillo.